# Ricardo Llorente
Ricardo Llorente (n. Pichincha, Ecuador; 13 de diciembre de 1997) es un futbolista ecuatoriano que juega de Mediocampista y su actual equipo es el Fútbol Club Insutec de la Segunda Categoría de Ecuador.

## Trayectoria
Llorente pasa por las inferiores del Corintians FC, después es prestado al Deportivo Quevedo donde solo juega en la categoría sub-20.
En el 2015 vuelve nuevamente al Corintians y después pasa al CSCD Nápoli.
En el 2017 pasó a formar parte del FC Insutec donde logra debutar. En el 2018 es el jugador que logra marcar el primer gol de la naciente Copa Ecuador ante el Everest de Guayaquil.

## Clubes
| Club              | País    | Año             |
| ----------------- | ------- | --------------- |
| Corinthians       | Ecuador | 2010 - 2013     |
| Deportivo Quevedo | Ecuador | 2013 - 2015     |
| Corinthians       | Ecuador | 2015 - 2016     |
| Nápoli            | Ecuador | 2016            |
| FC Insutec        | Ecuador | 2017 - presente |

## Palmarés

### Campeonatos provinciales
| Título                        | Club       | País    | Año  |
| ----------------------------- | ---------- | ------- | ---- |
| Segunda Categoría de Los Ríos | FC Insutec | Ecuador | 2018 |